# 似鳥龍科
似鳥龍科（Ornithomimidae）意為「鳥類的模仿者」，是獸腳亞目似鳥龍下目的一科，生存於白堊紀中晚期，分布於現今的北美洲與亞洲等地。

## 敘述
似鳥龍科具有長頸部、喙狀嘴，嘴部無齒，外形類似鴕鳥。由於在某些標本的胃部區域中發現了胃石，一種可以用來協助磨碎植物的石頭，似鳥龍科被普遍認為是草食性動物。但是，某些其他特徵則指出，似鳥龍科可能是雜食性動物。

## 分類
似鳥龍科被定義為：包含埃德蒙頓似鳥龍，但不包含似金翅鳥龍、似鳥身女妖龍、神州龍、似鵜鶘龍在內的最大演化支。

## 外部連結
- 似鳥龍科的分類歷史  TaxonSearch